# Голубев, Дмитрий Павлович
Дмитрий Павлович Голубев (29 сентября [12 октября] 1906, Парфеньево, Костромская губерния — 5 июня 1991, Ярославль) — хирург; Герой Социалистического Труда.

## Биография
Родился тринадцатым ребёнком в семье протоиерея Павла в селе Парфеньево Кологривского уезда Костромской губернии. Окончил Астраханский медицинский институт, учёбу совмещал с работой маляра и грузчика.
Начал работать врачом в 1928 году в маленькой участковой больнице на станции Просница, ныне в Кировской области. Был первым профессиональным медиком в округе. Активно участвовал в местной общественной жизни. Через пару лет был переведён в Кострому, где работал в межрайонной больнице. Но уже через несколько месяцев был направлен в село Большие Соли, где проработал около десяти лет, став главврачом местной больницы, вместимость которой при новом руководителе выросла с 15 до 120 коек, появились специализированные отделения. С 1935 года был членом Большесольского райисполкома. Женился на Нине Васильевне, ставшей впоследствии Заслуженным врачом Российской Федерации. Родилась дочь Галина, также ставшая хирургом-отоларингологом.
Участвовал военно-полевым хирургом в Советско-финской и Великой Отечественной войнах. Кавалер трёх орденов Красной Звезды (осень 1939, весна 1943, ?) и двух орденов Отечественной Войны 2 степени. После окончания войны 13 лет служил военным хирургом в Германии и Польше, где был главным хирургом Северной группы войск. Демобилизовался в звании полковника.
Вернувшись на Родину в 1962 году, стал первым заведующим хирургическим отделением медсанчасти Новоярославского нефтеперерабатывающего завода и оставался им до 1977 года. Одновременно занимал должность главного хирурга горздравотдела. Ежедневно практиковал, беря на себя самые ответственные операции. При его активном участии в Ярославле был создан ряд центров по оказанию хирургической помощи населению, включая экстренную хирургию: отделения по реанимации и анестезиологии, сосудистой хирургии, патологии новорожденных и некоторые другие. Депутат городского Совета, член постоянной комиссии по здравоохранению.
Награждён орденом Трудового Красного Знамени. Единственный в Ярославской области врач, удостоенный звания Героя Социалистического Труда (1969 год).
Дмитрий Павлович прожил 84 года, не переставая практиковать до последних лет. Всего он выполнил более 12 тысяч операций. На административном здании больницы в 2007 году была установлена мемориальная доска.
Похоронен в Ярославле на Западном гражданском кладбище (Чурилково).